# Rasptjärnen
Rasptjärnen är en sjö i Torsby kommun i Värmland och ingår i Göta älvs huvudavrinningsområde. Sjön har en area på 0,0896 kvadratkilometer och ligger 200,8 meter över havet. Sjön avvattnas av vattendraget Vägån (Lembergsälven). Vid provfiske har abborre fångats i sjön.

## Delavrinningsområde
Rasptjärnen ingår i det delavrinningsområde (669047-135054) som SMHI kallar för Inloppet i Vägsjön. Medelhöjden är 290 meter över havet och ytan är 58,91 kvadratkilometer. Det finns inga avrinningsområden uppströms utan avrinningsområdet är högsta punkten. Vägån (Lembergsälven) som avvattnar avrinningsområdet har biflödesordning 3, vilket innebär att vattnet flödar genom totalt 3 vattendrag innan det når havet efter 381 kilometer. Avrinningsområdet består mestadels av skog (76 procent) och sankmarker (20 procent). Avrinningsområdet har 0,44 kvadratkilometer vattenytor vilket ger det en sjöprocent på 0,7 procent.